# جاني ماكيلا
جاني ماكيلا هو سياسي فنلندي، ولد في 21 أكتوبر 1976. نشط حزبياً في الفنلنديون الحقيقيون.

## مناصب
- انتخب عضو برلمان فنلندا  [لغات أخرى]‏ عن دائرة Southeast Finland (parliamentary electoral district) [الإنجليزية]‏ وقد انضم خلال فترته النيابية ‏ (17 أبريل 2019 – ) للكتلة البرلمانية The Finns Party Parliamentary Group  [لغات أخرى]‏.
- في 2017 Lappeenranta municipal election ‏، انتخب عضو مجلس بلدية  [لغات أخرى]‏.
- في 2012 Lappeenranta municipal election ‏، انتخب عضو مجلس بلدية  [لغات أخرى]‏.
- انتخب عضو برلمان فنلندا  [لغات أخرى]‏ عن دائرة Southeast Finland (parliamentary electoral district) [الإنجليزية]‏ وقد انضم خلال فترته النيابية  [لغات أخرى]‏ (22 أبريل 2015 – ) للكتلة البرلمانية الفنلنديون الحقيقيون.

## وصلات خارجية
- الموقع الرسمي